# Kate Cutler

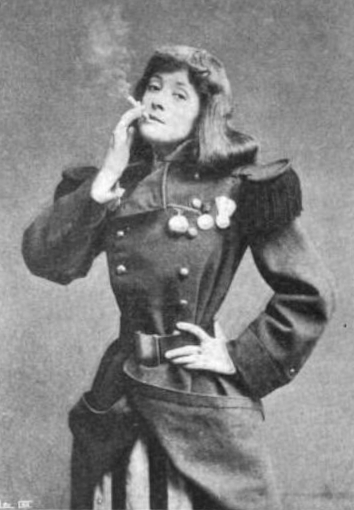
Porträt von Kate Cutler (1864–1955) in A Modern Trilby aus The Sketch, Vol. XII, Nr. 152, 25. Dezember 1895, Seite 451

Kate Ellen Louisa Cutler, verheiratete Greenleaf und Dudley Ward (* 14. August 1864 in Marylebone, London; † 14. Mai 1955 South Kensington, London) war eine britische Sängerin und Schauspielerin, die im späten 19. und frühen 20. Jahrhundert als Junggesellin in Musikkomödien und später als Charakterdarstellerin in komischen und dramatischen Stücken bekannt wurde. Am bekanntesten ist sie wohl dafür, dass sie die Hauptrolle in Noël Cowards The Vortex 1924 kurz vor der Premiere verließ.

## Leben
Cutler wurde als Tochter des Sängers Henry Cutler und seiner Frau Mary Ann, geborene Tims, geboren. Sie erhielt ihre Ausbildung am Konservatorium in Watford, nördlich von London, wo einer ihrer Lehrer sie als „idealen Cherubino“ in Mozarts Die Hochzeit des Figaro beschrieb. Ihre Karriere führte sie jedoch nicht in die Oper, sondern in die Operette und später in die Musikkomödie.
1888 trat sie in London am Toole's Theatre als „Inez“ in Charles Lecocqs Pepita auf, und im folgenden Jahr spielte sie die Rolle der „Malaguene“ in Robert Planquettes Paul Jones. Ihr Debüt in einer musikalischen Komödie gab sie 1893 in George Edwardes′ In Town am Gaiety Theatre, wo sie eine kleine Anfängerrolle spielte und später die Hauptrolle Florence St. John vertrat. Im selben Jahr wurde sie als „Lady Edytha Aldwyn“ in A Gaiety Girl besetzt, wo sie ebenfalls Decima Moore in der Hauptrolle vertrat und später deren Rolle übernahm. 1895 vertrat sie die Titelrolle in The Shop Girl am Gaiety und trat in Gentleman Joe am Prince of Wales’s Theatre und als „Connie“ in All Abroad am Criterion Theatre auf.
Im selben Jahr spielte Cutler die Titelrolle, „Trilby“, in A Model Trilby; or, A Day or Two After Du Maurier, von Charles H. E. Brookfield und William Yardley, mit Musik von Meyer Lutz, produziert an der Opera Comique von der pensionierten Nellie Farren. Das Stück war eine Burleske der erfolgreichen Adaption des Romans Trilby von George du Maurier aus dem Jahr 1894 durch das Haymarket Theatre. Die Times hielt Cutler für „gewinnend und einnehmend“, und der Daily Telegraph schrieb, sie sei „die beste und willigste aller Trilbys, eine Schauspielerin mit echtem Charme. Wann immer sie eine süße kleine Melodie trällert, auf ihre Reihe von Liebhabern stolz ist oder einen klagenden Refrain pfeift, ist die neue Trilby von Anfang bis Ende attraktiv und reizvoll“. 1896 spielte sie „Dorothy“ in Monte Carlo am Avenue Theatre.
Nachdem sie solche kleineren Rollen in musikalischen Komödien gespielt hatte, erlangte Cutler 1897 als „Suzette“ in The French Maid Starstatus, gefolgt von weiteren Erfolgen als „Elsie Crockett“ in Little Miss Nobody im folgenden Jahr, „Catarma“ in L' Amour Mouille 1899 und „Angela“ in Florodora im selben Jahr. Im April 1900 heiratete Cutler ihren ersten Ehemann Sidney Ellison (wirklicher Name Greenleaf), der Regisseur und Choreograph von Florodora war. Die Ehe war nicht erfolgreich, und sie trennten sich noch vor seinem Tod im Jahr 1930. Als Nächstes spielte sie 1901 „Victoria Chaffers“ in H.M.S. Irresponsible.
Zu Cutlers weiteren Erfolgen in dieser Zeit gehörten A Chinese Honeymoon (als Ersatz in der Rolle der „Prinzessin Soo-Soo“ im Jahr 1902), „Norah Chalmers“ in The Girl from Kays (1902), „Grace Rockingham“ in The Love Birds (1904) und „Victoire“ in A Man's Shadow. Sie spielte diese letzte Rolle in einer Royal Command Performance auf Schloss Windsor am 17. November 1904. Im Jahr darauf übernahm sie die Rolle der „Baroness Papouche“ in The Spring Chicken (1905). Ihre Auftritte in musikalischen Komödien wurden gut aufgenommen, und die Times kommentierte: „Man kann sich darauf verlassen, dass Miss Cutler das Beste aus dem macht, was sie unternimmt [...] Ein beruhigender Hauch von Frische inmitten von viel Lärm und Getöse“. Während ihres Auftritts in The Spring Chicken fuhr Cutler jeden Tag zwischen den Vorstellungen mit einem speziellen Omnibus vom Gaiety Theatre zum Palace Theatre, wo sie 20 Minuten lang in Hero and Heroine auftrat. Der Bus enthielt eine Umkleidekabine, in der sie auf der kurzen Fahrt von einem Kostüm zum anderen wechselte.
Nach 1905 gab Cutler die Musikbühne auf und konzentrierte sich auf komische Stücke. Sie trat mit Herbert Beerbohm Tree als „Felise“ in einer Wiederaufnahme von The Red Lamp und 1907 als „Lady Stutfield“ in A Woman of No Importance auf. 1908 spielte sie „Peggy“ in All-of-a-Sudden Peggy, „Nan“ in Good for Nothing, ging als „Dorothy“ in Her Son auf Tournee und hatte einen Erfolg als „Madame Henriette“ in Bellamy the Magnificent. In den nächsten fünfzehn Jahren folgten zahlreiche weitere Rollen. Sie spielte sowohl in englischen Klassikern wie The Rivals als auch in neuen Werken von Somerset Maugham und Max Beerbohm, u. a. an der Seite von Charles Hawtrey, Marie Lohr, Lewis Waller und George Alexander.
In den 1920er Jahren spielte Cutler, die inzwischen Ende fünfzig war, weiterhin ein abwechslungsreiches und dichtes Programm an Haupt- und Charakterrollen, die ihrem Alter entsprachen. Am meisten in Erinnerung geblieben ist sie jedoch durch eine Rolle, die sie nicht gespielt hat. Für die Rolle der nymphomanischen Mutter in Noël Cowards frühem Stück The Vortex (1924) wurde sie weniger als eine Woche vor der Premiere des Stücks abgesetzt, weil sie sich über eine in letzter Minute vorgenommene Neufassung ärgerte, die ihrer Meinung nach ihre Rolle schmälerte. Coward gelang es, Lilian Braithwaite für die Rolle zu gewinnen. Das Stück wurde ein sensationeller Erfolg, und Cutler verpasste, wie Coward sagte, eine der besten Gelegenheiten ihres Lebens. Cutler hatte in der Folge gute Rollen in klassischen und neuen Stücken, darunter The Country Wife und Dear Octopus.
Zwischen 1929 und 1938 spielte Cutler in Filmen mit, darunter Such Is the Law (1930), The Great Gay Road (1931), Lord of the Manor (1933), Come Out of the Pantry (1935) und Moscow Nights (1935). Ihr letzter Film war Pygmalion im Jahr 1938. Der Manchester Guardian schrieb in einem Nachruf über sie: „Sie hat bewiesen, dass eine Schauspielerin, die die Hauptrolle in einer musikalischen Komödie spielen kann, auch die Hauptrolle in allen anderen Rollen spielen kann. [...] Sie war eine wirklich vollendete Schauspielerin mit dieser undefinierbaren Qualität, die wir Stil nennen“."
Cutlers zweiter Ehemann, Major Charles Dudley Ward, verstarb vor ihr. Sie starb in ihrem Haus in London im Alter von 90 Jahren.